# Mindesmærke
Et mindesmærke er en genstand, ofte en sten eller en skulptur, rejst til minde om en person eller en begivenhed, men kan også være andet som i Chicago hvor en bygning er sat som minde for giverens søn. Mindesmærker er en type "villede erindringssteder".
Eksempler på mindesmærker i Danmark er Frihedsstøtten, Mindeparken, Mindesmærker i Nordsjælland og Genforeningssten.